# Great Eccleston
Great Eccleston – wieś w Anglii, w hrabstwie Lancashire, w dystrykcie Wyre. Leży 61 km na północny zachód od miasta Manchester i 320 km na północny zachód od Londynu.